# 매크로 바이러스
매크로 바이러스(macro virus)는 컴퓨터 용어로, 매크로 언어로 기록된 바이러스를 말한다. 다시 말해, 워드프로세서와 같은 응용 소프트웨어 안에 심어둔 언어를 말한다. 
일부 응용 프로그램이 매크로 프로그램을 문서 안에 포함시키는 것을 허용하고 문서가 열릴 때 프로그램이 자동으로 실행될 수 있다. 이때 매크로 프로그램이 바이러스 형태라면 바이러스가 확산될 수 있다. 이는 전자 우편에서 예기치 않은 첨부 파일을 열 때 위험하다는 것을 말해 준다. 현대의 바이러스 검사 소프트웨어는 매크로 바이러스를 찾아낸다.

## 원리
매크로 바이러스는 전자 우편 파일 첨부, 디스크, 네트워크, 모뎀, 인터넷을 통하여 퍼져나가므로 찾는 것이 쉽지는 않다. 감염되지 않은 문서는 일반적인 매크로를 포함하고 있다. 악성 매크로는 문서가 열리거나 닫힐 때 자동으로 실행된다. 매크로 바이러스의 일반적인 방법은 일반 매크로를 바이러스로 맞바꾸어 컴퓨터를 감염시키는 것이다. 매크로 바이러스는 명령이 선택되면 같은 이름으로 된 일반 명령을 대체하고 실행한다. 매크로가 자동으로 실행되면 매크로는 사용자가 알지도 못하게 열린다.
응용 프로그램이 매크로 바이러스가 포함된 파일을 열면 바이러스는 시스템을 감염시킬 수 있다. 이때 자기 스스로를 다른 문서와 탬플릿에 첨부한다. 매크로 바이러스는 사용자 동의 없이 시스템에 소프트웨어를 설치하는 방법으로도 사용할 수 있다고 알려져 있는데 다시 말해 인터넷 상의 소프트웨어를 찾아서 자동화된 키 눌림 등을 사용하여 소프트웨어를 내려받아 설치해버린다. 그러나 사용자가 설치된 소프트웨어를 눈치채고 지울 수 있고 바이러스 코드 작성자에게도 그리 도움이 될 일이 아니므로 이러한 일은 흔치 않다.
잘 알려진 매크로 바이로스로는 1999년의 멜리사 바이러스가 있다. 바이러스가 포함된 문서가 만들어지면 누군가가 그것을 열면 바이러스에 걸려든다. 바이러스는 스스로를 전자 우편을 타고 가서 개인 주소록의 처음 50명의 사람들에게 보내진다. 이는 빠른 속도로 복제된다.
매크로 바이러스가 운영 체제가 아닌 응용 프로그램에 의지하므로 해당 응용 프로그램이 돌아가고 있는 운영 체제를 실행 중인 컴퓨터에 감염시킬 수 있다. 특히 마이크로소프트 워드는 매킨토시 컴퓨터에서도 사용할 수 있으므로 워드 매크로 바이러스는 윈도 플랫폼뿐 아니라 이러한 매킨토시 컴퓨터에도 공격이 가능하다.
매크로 바이러스는 첨부 파일과 다른 문서를 열 때 경고에 따라 잘 이행하면 피할 수 있다. 모든 매크로 바이러스가 바이러스 검사 소프트웨어에 발견되는 것은 아니다.

## 같이 보기
- 멜리사 웜